# Virginia Rappe

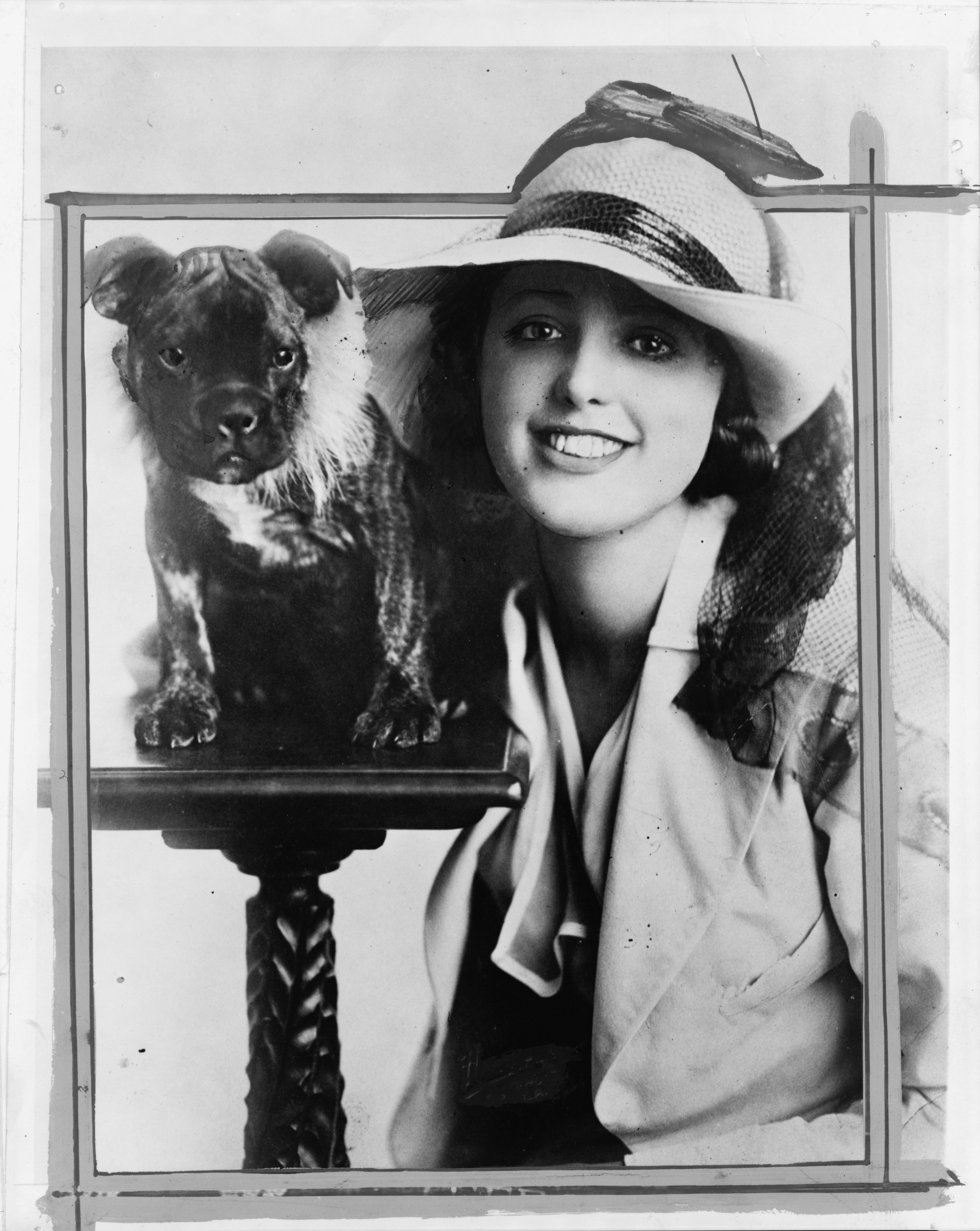
Virginia Rappe (ok. 1920)

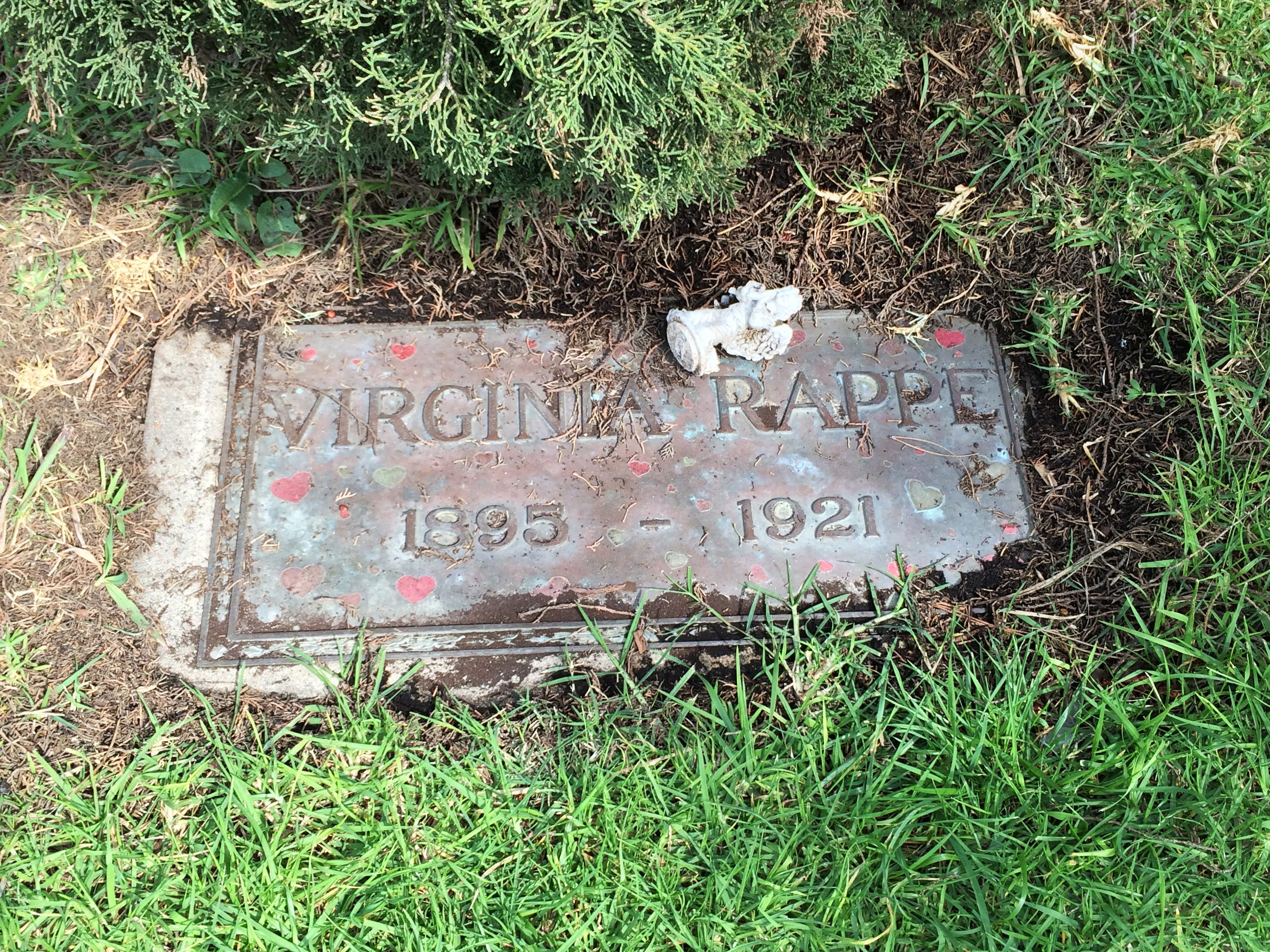
Grób aktorki na Hollywood Forever Cemetery

Virginia Rappe (ur. 7 lipca 1891 w Chicago, zm. 9 września 1921 w San Francisco) – amerykańska aktorka kina niemego.

## Życiorys
Najczęściej przyjmuje się jako datę urodzenia 19 września 1895 roku, choć w niektórych źródłach jest to 7 lipca 1891 roku.
Jej matka, Mabel Rapp, przeniosła się z Chicago do Nowego Jorku, gdy była w ciąży. Powodem było nieślubne dziecko, jakim była Virginia. Matka zmarła, gdy Virginia miała 11 lat i dziecko wróciło do babki w Chicago. W wieku 16 lat Virginia Rapp zaczęła karierę modelki i zmieniła nazwisko na Rappe.
W 1916 roku przeniosła się do Los Angeles i wystąpiła w pierwszym filmie, The Foolish Virgin w reżyserii Alberta Capellaniego. W 1917 roku wystąpiła w Paradise Garden Freda J. Balshofera z Haroldem Lockwoodem.
W roku 1919 wdała się w romans z reżyserem i producentem Henrym Lehrmanem, który pracował przy filmie His Musical Sneeze. Zaręczyła się z Lehrmanem w następnym roku i dostała od niego rolę w każdym z pięciu produkowanych przez niego filmów. Oprócz tych pięciu ról, Rappe nie ma w swoim dorobku żadnych innych, znaczących ról.
Zmarła we wrześniu 1921 roku w następstwie zapalenia otrzewnej, spowodowanego przebiciem pęcherza moczowego. Śmierć Virginii Rappe nastąpiła cztery dni po libacji alkoholowej w hotelowym pokoju aktora Roscoe Arbuckle’a i stała się przyczyną trzech głośnych procesów sądowych, w których aktora oskarżono o gwałt i doprowadzenie ofiary do śmierci. Pomimo uniewinnienia Arbuckle’a, jego filmy przestały być wyświetlane, a on sam do końca życia spotykał się z wrogością opinii publicznej, kwestionującej wyroki sądowe. Za sprawą śmierci aktorki filmy z jej udziałem były wyświetlane w wielu amerykańskich kinach, a ją samą reklamowano jako gwiazdę, jednak 17 września 1921 r. decyzją Motion Picture Association of America zakazano ich wyświetlania uznając za nieetyczne wykorzystywanie śmierci w celach zarobkowych.
Została pochowana na cmentarzu Hollywood Forever Cemetery, obok niej pochowano Henry’ego Lehrmana.

## Filmografia
- 1916 – The Foolish Virgin (Głupie dziewice[5])
- 1917 - Jego noc poślubna
- 1917 – Paradise Garden (Rajski ogród[5]) – jako Marcia Van Wyck
- 1919 – His Musical Sneeze
- 1920 – A Twilight Baby
- 1920 – An Adventuress – jako Vanette
- 1920 – The Kick in High Life
- 1920 – Wet and Warmer
- 1921 – The Punch of the Irish
- 1921 – A Game Lady